# 木澤義之
木澤 義之（きざわ よしゆき、1967年 - ）は、日本の医師。専門は、緩和医療学、緩和医療教育、アドバンス・ケア・プランニング。

## 略歴
長野県諏訪市出身。長野県諏訪清陵高等学校を経て、1991年筑波大学医学専門学群卒業。 総合診療医を経て、1997年国立がん研究センター東病院緩和ケア病棟研修医。同病院緩和ケア病棟、在宅緩和ケア、緩和ケアチーム医師。2008年がん医療に携わる医師に対する緩和ケア教育プログラム（PEACE）責任者。2013年神戸大学大学院医学研究科教授。2016年同大学医学部附属病院緩和支持治療科特命教授を経て、2022年より筑波大学医学医療系（緩和医療学）教授。2018年から特定非営利活動法人日本緩和医療学会理事長を務めている。